# Рахім Зафер
Рахім Зафер (тур. Rahim Zafer, нар. 25 січня 1971, Адапазари) — турецький футболіст, що грав на позиції захисника.
Виступав, зокрема, за клуб «Бешикташ», а також національну збірну Туреччини.
Володар Кубка Туреччини. Володар Суперкубка Туреччини.

## Клубна кар'єра
У дорослому футболі дебютував 1989 року виступами за команду «Сакар'яспор», у якій провів один сезон, взявши участь у 34 матчах чемпіонату. 
Протягом 1990—1996 років захищав кольори клубу «Генчлербірлігі».
Своєю грою за останню команду привернув увагу представників тренерського штабу клубу «Бешикташ», до складу якого приєднався 1996 року. Відіграв за стамбульську команду наступні п'ять сезонів своєї ігрової кар'єри. Більшість часу, проведеного у складі «Бешикташа», був основним гравцем захисту команди.
Згодом з 2001 по 2005 рік грав у складі команд «Діярбакирспор», «Сакар'яспор», «Тегу» та «Аданаспор».
Завершив ігрову кар'єру у команді «МТК Кириккалеспор», за яку виступав протягом 2005—2006 років.

## Виступи за збірну
У 1996 році дебютував в офіційних матчах у складі національної збірної Туреччини.
У складі збірної був учасником чемпіонату Європи 1996 року в Англії.
Загалом протягом кар'єри в національній команді, яка тривала 1 рік, провів у її формі 5 матчів, забивши 1 гол.
| Дата       | Місто     | Господарі   | Результат | Гості     | Турнір             | Голи | Примітки |
| ---------- | --------- | ----------- | --------- | --------- | ------------------ | ---- | -------- |
| 09-04-1996 | Баку      | Азербайджан | 0 – 1     | Туреччина | товариський матч   | 1    |          |
| 01-05-1996 | Самсун    | Туреччина   | 3 – 2     | Україна   | товариський матч   | -    |          |
| 29-05-1996 | Таллінн   | Естонія     | 0 – 0     | Туреччина | товариський матч   | -    |          |
| 11-06-1996 | Ноттінгем | Туреччина   | 0 – 1     | Хорватія  | ЧЄ 1996 - 1-й етап | -    |          |
| 14-06-1996 | Ноттінгем | Португалія  | 1 – 0     | Туреччина | ЧЄ 1996 - 1-й етап | -    | 46' 73'  |
| Усього     |           | Матчів      | 5         |           | Голів              | 1    |          |

## Титули і досягнення
- Володар Кубка Туреччини (1):

«Бешикташ»: 1997-1998
- Володар Суперкубка Туреччини (1):

«Бешикташ»: 1998